# Ливанцев, Константин Евгеньевич
Константи́н Евге́ньевич Лива́нцев (6 июня 1923 — 18 октября 2011) — советский и российский правовед, доктор юридических наук, профессор, заслуженный работник высшей школы РФ (1999). Участник Великой Отечественной войны.

## Биография
Константин Евгеньевич Ливанцев родился в 1923 году. В 1941 году окончил школу. Когда началась Великая Отечественная война, участвовал в боевых действиях на Ленинградском фронте. В 1944 году был тяжело контужен, частично потерял слух. В 1951 году окончил юридический факультет Ленинградского государственного университета. В 1955 году защитил кандидатскую диссертацию. С 1955 года был проректором ЛГУ по вечернему обучению. С 1969 года заведовал кафедрой теории и истории государства и права юридического факультета Санкт-Петербургского государственного университета. В 1971 году защитил докторскую диссертацию. В 1974 году стал профессором кафедры.
Автор более 60 научных работ, среди которых несколько монографий.

## Основные работы
- «Государство и право феодальной Польши XIII—XIV вв.» (1958);
- «Боливия (очерк конституционного развития, общественного и государственного строя)» (1963);
- «Сословная и представительная монархия в Польше» (1968);
- «История государства и права зарубежных стран: Государство и право Англии (1640—1871 гг.) и Франции (1789—1871 гг.)» (1967);
- «История государства и права США» (1982);
- «История государства и права нового и новейшего времени» (1986);
- «История буржуазного государства и права» (1986);
- «Рождение французской буржуазной политико-правовой системы» (1990);
- «Ключевые вопросы истории государства и права зарубежных стран» (1994);
- «История государства и права Средних веков» (2003).

## Награды
- Орден Отечественной войны I степени[4];
- Медаль «За боевые заслуги»;
- Медаль «За оборону Ленинграда»;
- Медаль За победу над Германией в Великой Отечественной войне 1941—1945 гг.".